# Saverio Palusci
Saverio Palusci (Cortina d'Ampezzo, 15 febbraio 1974) è un allenatore di calcio a 5 ed ex giocatore di calcio a 5 italiano, tecnico del Civitella.

## Carriera

### Giocatore
Difensore, gioca al Montesilvano in due diversi periodi per un totale di 14 stagioni (alcune delle quali con la fascia di capitano) vincendo una Coppa Italia e una Coppa Italia di Serie B. Gli ultimi anni della carriera li passa cambiando varie squadre abruzzesi di serie inferiori.

### Allenatore
Nell'estate 2017, appesi gli scarpini al chiodo, è nominato allenatore del Civitella (ultima squadra nel quale ha militato come giocatore), in Serie A2.

## Palmarès

### Giocatore
- Coppa Italia: 1
Montesilvano: 2006-07
- Campionato di Serie B: 4
Adriatica Pescara: 2009-10 (girone D)
Montesilvano: 2013-14 (girone C)
Real Dem: 2015-16 (girone D)
Civitella: 2016-17 (girone D)
- Coppa Italia di Serie B: 1
Montesilvano: 2013-14

### Allenatore
- Campionato di Serie A2: 1
Civitella: 2017-18 (girone A)